# Трежер (острів, Онтаріо)
Тре́жер (англ. Treasure Island, укр. Острів скарбів) — безлюдний острів, розташований на озері Міндемойя, яке розташоване на острові Манітулін, який розташований на озері Гурон.
Є найбільшим на Землі природним островом, який розташований на озері, що розташоване на острові, розташованому на озері.

## Географія, опис, легенда, історія
Острів тягнеться з південного-заходу на північний-схід на 1,56 км, має ширину 200—350 метрів та площу 0,445 км². Найвища точка — 225 м над рівнем моря (само озеро Міндемойя розташоване на висоті близько 200 м над рівнем моря). Постійного населення немає. Історична назва острова — Міндемойя, як і озера, на якому він розташований.
Згідно з легендою, місцевий вождь-напівбог одного разу розсердився на свою дружину, яка не давала йому спокою та давши копняка відправив її подалі. Приземлилась вона в озері Міндемойя на руки та коліна, і пішла під воду, а спина і зад залишились зверху — це і є острів.
У 1883 році острів за 60 доларів купив Уільям Макферсон, шеф поліції з Торонто. В 1928 році острів купили Джо та Джин Ходжсон, які облаштували на ньому туристичний табір та змінили історичну назву Міндемойя на привабливу «Острів скарбів».

## Дивись також
- Озеро Яткайд (озеро на острові в озері на острові в озері)